# Bényi Árpád
Bényi Árpád (Dicsőszentmárton, 1931. március 23. – Debrecen, 2006. december 24.) magyar festőművész, Berettyóújfalu és Debrecen város díszpolgára.

## Életútja
1931. március 23-án született Erdélyben, Dicsőszentmártonban. Tanulmányait szülővárosában, Marosvásárhelyen, Győrben és Debrecenben végezte. Középiskolás korában Debrecenben a Tamás Ervin vezette Képzőművészeti Szabadiskolában kezdett rajzolni, festeni. Szegeden, a Pedagógiai Főiskolán 1955-ben szerzett oklevelet, Vinkler László növendéke volt. Debrecenben egyetemi diplomát szerzett. Pályakezdőként Tiszaörsön, majd Kunhegyesen tanított. Itt érte az 1956-os forradalom. Egyik fametszetéből plakátot csináltak, amiért négyévi börtönbüntetésre ítélték, de ebből csak két évet és három napot töltött le. Szabadulása után Berettyóújfaluban dolgozott segédmunkásként, majd 1961-től újra taníthatott.
Folyamatosan részt vett megyei és országos kiállításokon. 1966-ban felvették a Művészeti Alapba, majd 1975-ben a Magyar Képző- és Iparművészek Szövetségébe. 1974-ben műtermes lakást kapott Debrecenben a nagyerdei művésztelepen, ahol haláláig dolgozott. 1980-tól Nyíregyházán, a Bessenyei György Tanárképző Főiskolán tanított. Tizenkét évig volt a rajz tanszék vezetője. Közben a Debreceni Kossuth Lajos Tudományegyetemen művészettörténetet adott elő vendégtanárként. Debrecenben közreműködött a Medgyessy Ferenc Gimnázium művészeti tagozatának létrehozásában. Tizenöt évig volt vezetőségi tagja a Magyar Képzőművészek Szövetsége Területi Szervezetének. Két évig dolgozott Debrecen város kulturális bizottságában. Elnöke volt a Munkácsy-Trilógiáért Közalapítvány kuratóriumának.
Ecset és stafeláj címmel művészeti és pedagógiai tapasztalatait összegző könyve jelent meg a Barbaricum Kiadó gondozásában (1998).
Művésztelepeken dolgozott Hajdúböszörményben, Hajdúnánáson, Tokajban, Hortobágyon, Berekfürdőn, Abádszalókon, Hajdúszoboszlón, Balatonvilágoson és Alsóörsön. Tanulmányúton járt Lengyelországban, Litvániában, Németországban, Párizsban, Velencében. Folyamatosan részt vett megyei, országos és nemzetközi kiállításokon. Munkásságát az MTV „Zene-táj-város” című sorozatában, a TV Magiszter Debrecennel foglalkozó adásában méltatták. Színekbe álmodott világ címmel Filep Tibor készített róla portréfilmet a Debrecen város díszpolgárait bemutató sorozatban. Visszaemlékezéseivel szerepelt Körmendi Lajos „Öt perc az élet” című kötetében és Sümegi György Kép Szó című könyvében írt plakátjáról és börtönéveiről.
2006. december 24-én, Debrecenben hunyt el.

## Díjai, elismerései
- Káplár Miklós érem
- Debrecen Város Csokonai-díja (1996)[2]
- Medgyessy-díj
- Közművelődési nívódíj
- Holló László-díj (1991)
- Debrecen Kultúrájáért díj
- A Magyar Köztársasági Érdemrend kiskeresztje (1998)
- Tavaszi, Őszi Tárlatok díjai
- Országos Nyári Tárlat díjai /2006-ban fődíj/
- 1999-től Debrecen város díszpolgára (1999)
- 2001-től Dicsőszentmárton Pro Urbe díjasa
- 2005-től Berettyóújfalu díszpolgára
- 2007 posztumusz Bocskai-díj, Hajdú-Bihar Megyei Közgyűlés

## Egyéni kiállításai
- 1966 Debrecen Művész Klub
- 1967 Tokaj Helytörténeti Múzeum
- 1970 Hajdúböszörmény Városi Művelődési Központ
- 1973 Lublin /Lengyelország/ Városi Galéria
- 1973 Kisújszállás Néprajzi Kiállítóterem
- 1973 Berettyóújfalu Kórházi Galéria
- 1974 Balmazújváros Veres Péter Művelődési Központ
- 1975 Debrecen Medgyessy Terem
- 1977 Debrecen DATE Galéria
- 1977 Nagyvárad Körösvidéki Múzeum
- 1978 Nyírbátor Báthori István Múzeum
- 1978 Hajdúszoboszló Szoboszlói Kisgaléria
- 1978 Hajdúböszörmény Városi Művelődési Központ
- 1979 Szolnok Aba-Novák Terem
- 1979 Budapest Fényes Adolf Terem
- 1979 Debrecen TIT Csokonai Klub
- 1980 Debrecen Déri Múzeum Kamaraterme
- 1981 Nyíregyháza Megyei és Városi Művelődési Központ
- 1981 Debrecen Újságíró Klub
- 1983 Sátoraljaújhely Közgazdasági Szakközépiskola Galériája
- 1984 Tokaj Múzeum
- 1984 Debrecen Medgyessy Terem
- 1985 Karcag Művelődési Központ
- 1985 Debrecen ÚÁMK Galériája
- 1987 Debrecen TIT Csokonai Klub
- 1987 Kazincbarcika Városi Kiállítóterem
- 1988 Püspökladány Városi Művelődési Központ
- 1991 Nyíregyháza Jósa András Múzeum
- 1991 Mátészalka Szatmár Múzeum
- 1992 Debrecen Kölcsey Galéria
- 1992 Linz /Ausztria/ Generali Galéria
- 1993 Debrecen DOTE Galéria
- 1995 Berettyóújfalu Városi Művelődési Központ
- 1996 Debrecen DAB Székház
- 1996 Debrecen Medgyessy Gimnázium aulája
- 1996 Hajdúszoboszló Szoboszlói Galéria
- 1996 Karcag Nagykun Múzeum
- 1996 Debrecen DOTE Gyermekklinika
- 1997 Debrecen Déri Múzeum
- 1997 Siófok Kálmán Imre Múzeum
- 1998 Debrecen KASZ József Attila Művelődési Ház
- 1998 Debrecen Kiss Galéria
- 1998 Debrecen Aranybika Szálloda Üvegterme
- 1998 Hajdúhadház Művészeti Iskola
- 1998 Kunhegyes Városi Művelődési Központ
- 1999 Salzburg /Ausztria/ Galerie 5
- 1999 Püspökladány Ladányi Galéria
- 2001 Nagyrábé Művelődési Ház
- 2001 Biharkeresztes Bocskai István Gimnázium aulája
- 2001 Debrecen Déri Múzeum
- 2002 Debrecen Kortárs Galéria
- 2003 Debrecen Medgyessy Gimnázium aulája
- 2003 Eger Művészetek Háza
- 2003 Debrecen Volksbank Galéria
- 2004 Lillafüred Palotaszálló
- 2005 Berettyóújfalu Művelődési Központ
- 2005 Mikepércs Művelődési Ház
- 2006 Debrecen Kölcsey Központ Galériája

## Emlékkiállításai
- 2007. március 31.	Debrecen, Medgyessy Gimnázium /olajképek/
- 2008. január 22.	Debrecen, Belvárosi Galéria /akvarellek/
- 2008. június 30.	Derecske, Művelődési Központ /grafikák/
- 2008. szeptember 5.	Debrecen-Józsa Műv.Központ /grafikák/
- 2008. november 4.	Berettyóújfalu, Műv. Központ /akvarellek/
- 2008. november 6.	Dicsőszentmárton, Kis-Küküllő Galéria /életmű válogatás/
- 2009. október 23.	Balatonfüred /"56-os" sorozat/
- 2009. november 8.	Debrecen, Kölcsey Központ /grafikák/
- 2011. április 11.	Brüsszel, Magyar Kulturális Intézet /"56-os" sorozat/

## Művei közgyűjteményekben
- Déri Múzeum (Debrecen)
- Debrecen Megyei Jogú Város Önkormányzata
- Hajdúsági Múzeum (Hajdúböszörmény)
- Hajdúsági Festőművészek Múzeuma (Álmosd)
- Bihari Múzeum (Berettyóújfalu)
- Szoboszlói Galéria (Hajdúszoboszló)
- Tanárképző Főiskola (Nyíregyháza)
- Hajdú-Bihar Megyei Önkormányzat (Debrecen)
- Aranybika Szálló (Debrecen)
- Kálmán Imre Múzeum (Siófok)
- Kiskun Múzeum (Kiskunfélegyháza)
- Salzburg – állandó kiállítás (akvarell-sorozat)